# Bortezomib

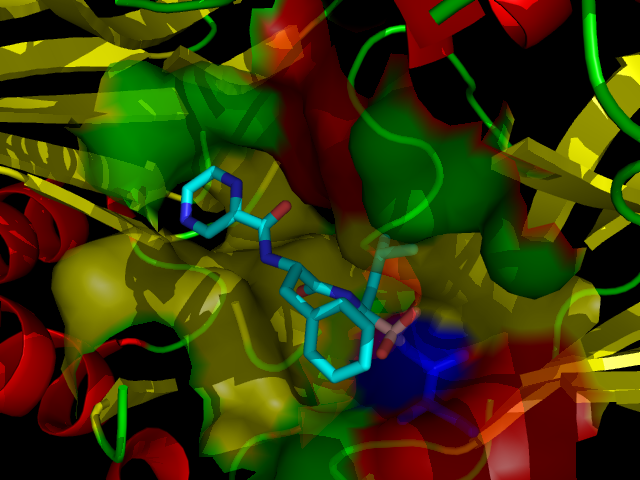
Illustration der Bindung von Bortezomib an den Kern eines Proteasoms. Das Bortezomib-Molekül im Zentrum ist nach den Atomtypen koloriert (Kohlenstoff = cyan, Stickstoff = blau, Sauerstoff = rot). Es ist umgeben von der lokalen Proteinoberfläche. Der blaue Fleck ist ein katalytischer Threoninrest, dessen Aktivität durch Bortezomib blockiert ist.

Bortezomib ist ein Arzneistoff, der zur Therapie des multiplen Myeloms (Plasmozytom) zugelassen ist. Bortezomib ist der erste Vertreter einer neuen Wirkstoffklasse, der  Proteasom-Inhibitoren, und wird als Injektionspräparat unter dem Markennamen Velcade in den USA von Millennium Pharmaceuticals, einem Tochterunternehmen von Takeda Pharma, und in Deutschland von Janssen-Cilag, einem Tochterunternehmen von Johnson & Johnson, vertrieben.

## Indikation
In der EU ist Bortezomib seit dem 26. April 2004 zur Monotherapie für die Behandlung von progressivem multiplem Myelom bei Patienten zugelassen, die mindestens eine vorangehende Therapie durchlaufen haben und die sich bereits einer Knochenmarktransplantation unterzogen haben oder die für eine Knochenmarktransplantation nicht geeignet sind.
Seit dem 28. August 2008 ist Bortezomib in Kombination mit Melphalan und Prednison für die Behandlung erwachsener Patienten mit bisher unbehandeltem multiplem Myelom zugelassen, die für eine Hochdosis-Chemotherapie mit Knochenmarktransplantation nicht geeignet sind.
Eventuell kann Bortezomib auch mit anderen Medikamenten zur Behandlung des bisher unbehandelten multiplen Myeloms eingesetzt werden. Im Jahr 2019 haben Piechotta et al. eine Cochrane-Übersichtsarbeit mit einer Netzwerk-Meta-Analyse von randomisierten kontrollierten Studien durchgeführt, um die Sicherheit und Wirksamkeit von multiplen Medikamentenkombinationen für Erwachsene mit einem neu-diagnostizierten und unbehandelten multiplen Myelom zu vergleichen. Die Studienteilnehmer mussten entweder älter als 65 Jahre sein oder ungeeignet für eine Stammzelltransplantation oder Hochdosistherapie sein, wenn sie zwischen 18 und 65 Jahre alt waren. Bortezomib wurde in den folgenden Kombinationen evaluiert: Bortezomib plus Melphalan und Prednison & fortlaufend Bortezomib plus Lenalidomid plus Dexamethason. Wenn möglich, wurden diese Kombinationen mit Melphalan plus Prednison verglichen, da diese Kombination die Therapie mit dem medianen Risiko darstellt. Es ergaben sich die folgenden Ergebnisse: Die fortlaufende Gabe von Bortezomib plus Lenalidomid plus Dexamethason verursacht wahrscheinlich eine Erhöhung des Gesamtüberlebens. Bortezomib plus Melphalan und Prednison verursacht eventuell eine starke Verlängerung des Gesamtüberlebens. Bortezomib plus Melphalan und Prednison und die fortlaufende Gabe von Bortezomib plus Lenalidomid plus Dexamethason verursachen vielleicht eine starke Verlängerung des progressionsfreien Überlebens. Bortezomib plus Melphalan und Prednison führt wahrscheinlich zu einer ausgeprägten Erhöhung des Risikos für Polyneuropathien. Die andere Medikation wurde hier nicht verglichen. Die Gabe von Bortezomib plus Melphalan und Prednison verursacht wahrscheinlich eine Erhöhung der schweren unerwünschten Ereignisse. Die andere Medikation wurde hier nicht verglichen. Die fortlaufende Gabe von Bortezomib plus Lenalidomid plus Dexamethason verursacht eine ausgeprägte Erhöhung des Abbruchs der Studie seitens der Patienten wegen unerwünschten Ereignissen. Die Gabe von Bortezomib plus Melphalan und Prednison verursacht wahrscheinlich eine schwache Erhöhung des Studienabbruchs durch Patienten wegen unerwünschten Ereignissen.
Bortezomib wird in klinischen Studien für weitere Indikationen, wie zum Beispiel für andere hämatologische Krebsformen und solide Tumoren erprobt. Parallel dazu wird die Wirksamkeit bei Kolon-, Lungen-, Pankreas-, Brust-, Prostata- und Ovarialkrebs und Non-Hodgkin-Lymphomen geprüft.
Außerdem wird der Stoff in der experimentellen Behandlung der Anti-NMDA-Rezeptor-Enzephalitis eingesetzt.

## Applizierung und Dosierung
Der Wirkstoff liegt als gefriergetrocknetes Pulver in Form eines Mannitesters mit der Boronsäuregruppe vor und muss vor der Verabreichung in Kochsalzlösung für Injektionszwecke aufgelöst werden. Nach der Zubereitung steht der Mannitolester im Gleichgewicht mit seinem Hydrolyseprodukt.
Bortezomib wird intravenös oder subkutan injiziert, die empfohlene Dosis liegt bei 1,3 mg pro m2 Körperoberfläche. Zur Vorbeugung kann ein Mittel gegen Übelkeit verabreicht und anschließend noch mit Kochsalzlösung (etwa 50 ml) nachgespült werden. Eine Kontrolle des Blutbildes vor jeder Injektion ist empfohlen. Dabei sollte beispielsweise die Thrombozytenzahl, die Leukozytenzahl und der Hämoglobin-Wert überwacht werden. Alle drei Werte können sich während der Therapie verringern. Die Dauer der Behandlung ist abhängig vom Ansprechen der Erkrankung, mehr als 8 Zyklen werden in der Regel nicht gegeben. In der SUMMIT-Studie wurden alle Patienten, bei denen die Krankheit nicht fortschritt und die keine schwerwiegenden Nebenwirkungen aufwiesen, mit 8 Zyklen behandelt.

## Wirkungsmechanismus
Proteasome spielen eine wichtige Rolle bei dem Abbau von Proteinen, die den Zellzyklus und somit Zellwachstum regulieren. Die Wirkung von Bortezomib basiert auf einer Blockierung der Stoffwechselwege der Krebszellen, die sich durch unkontrolliertes Wachstum kennzeichnen. Kommt es zu einer Proteasom-Blockade, werden vitale Proteolyse-Prozesse unterdrückt.
Dies führt dazu, dass sich viele Signale in der Krebszelle gegenseitig aufheben oder verhindert werden. Im Ergebnis führt dies zur
1. Hemmung des Tumorwachstums
2. Hemmung der Angiogenese (Ausbildung neuer Blutgefäße zur Versorgung des Tumors)
3. Apoptose der Krebszellen (programmierter Zelltod der vorher „unsterblichen“ Krebszellen)
4. Hemmung der Interaktion mit Bindegewebszellen des Knochenmarks.[2]

Auch gesunde Zellen sind von der Therapie betroffen. Allerdings wurde festgestellt, dass sich diese Zellen – im Gegensatz zu den Krebszellen – wieder regenerieren, wenn die Behandlung turnusgemäß nach 4 Injektionen an den Tagen 1, 4, 8 und 11 für zehn Tage unterbrochen wird. Offensichtlich sind Krebszellen besonders auf die Funktion der Proteasomen angewiesen und reagieren daher empfindlicher auf deren Hemmung als normale Zellen. Das Boratom des Bortezomib bindet mit einer hohen Affinität und Selektivität als Ligand an die katalytische Funktion des 26S-Proteasoms.
Über das Bor erfolgt eine hochspezifische und hochaffine Bindung an die katalytische Stelle des 26S-Proteasoms, das dadurch gehemmt wird.
Das multiple Myelom (Plasmozytom) gilt bisher als behandelbar, aber unheilbar. Bortezomib kann zwar auch keine Heilung bewirken, ist aber eine weitere Alternative für die Patienten, bei denen mindestens eine Therapie bereits fehlgeschlagen ist.

## Metabolismus
Nach einmaliger intravenöser Gabe nehmen die Plasmakonzentrationen von Bortezomib biphasisch ab. Die Abnahme wird durch eine schnelle Verteilungsphase, gefolgt von einer langsameren terminalen Eliminationsphase charakterisiert. Beim Menschen beträgt die Halbwertzeit geschätzte 5 bis 15 Stunden. In vitro wurden die Cytochrom Enzyme CYP3A4 und CYP2C19 als Hauptenzyme der Metabolisierung identifiziert. Im Urin wurde nur ein kleiner Anteil der nicht-metabolisierten Ausgangssubstanz nachgewiesen, während kein intaktes Bortezomib in der Galle oder den Fäzes gefunden wurde.

## Nebenwirkungen
Die wichtigste Nebenwirkung, welche die Behandlung mit Bortezomib auch im Wesentlichen begrenzt, ist die periphere Neuropathie, eine Nervenstörung mit Schmerzen und Taubheitsgefühlen, vor allem an Händen oder Füßen. Diese Nebenwirkung ist therapeutisch nur schwer beeinflussbar und kann den Patienten sehr stark beeinträchtigen. Nach Literaturangaben sind bis zu 70 % der Patienten hiervon betroffen und die Ausprägung kann schwer bis sehr schwer sein (Grad III-IV nach WHO) und bis zur völligen Immobilität der Patienten führen. In diesen Fällen ist die Lebensqualität der Patienten ganz erheblich und über Monate eingeschränkt. In der Regel bildet sich die Neuropathie wieder zurück, kann aber sehr lange Zeit anhalten.
Eine Studie hat gezeigt, dass periphere Neuropathie deutlich seltener auftrat, wenn Bortezomib subkutan anstatt intravenös verabreicht wurde, daher wurde diese Applikationsform im September 2012 von der EU-Kommission zugelassen.
Weitere Nebenwirkungen wie beispielsweise Erniedrigung der Blutzellwerte (siehe oben), Übelkeit, Durchfall und Fatigue (schwere Erschöpfung) können auftreten.

## Therapiekosten
In Großbritannien verursacht Bortezomib Therapiekosten von 18.000 GBP pro Jahr und Patienten. Obwohl das Medikament in klinischen Studien die Lebenszeit um mehrere Monate verlängerte, lehnte der staatliche britische Gesundheitsdienst (NHS) in einem ersten Entwurf eine Kostenübernahme ab. Das National Institute for Health and Clinical Excellence (NICE) prüft für den NHS die Kosten-Effektivität neuer Therapien. Ein Maßstab sind dabei die Kosten, die für den Gewinn eines Lebensjahres in guter Lebensqualität (quality-adjusted life years, QALY) aufgewendet werden müssen. Gefordert wird häufig ein Wert von unter 30.000 GBP pro QALY.
Nach mehrmonatigen Verhandlungen mit dem Hersteller machte das NHS im Jahr 2007 daraufhin folgende Zusage: Auf eine Anregung des Herstellers hin sollen alle Patienten, für die Bortezomib indiziert ist, das Medikament zunächst über maximal vier Zyklen erhalten. Wird während dieser Zeit eine Remission des multiplen Myeloms erzielt, wird die Therapie auf Kosten des NHS fortgesetzt. Wird keine Remission erzielt, wird die Therapie abgebrochen und das NHS muss die eingesetzten Medikamente nicht bezahlen.
Faktisch bedeutet dies, dass das NHS nur in den Fällen für die Therapie bezahlen muss, in denen das Medikament gewirkt hat.

## Handelsnamen
Bortezomib ist in Deutschland, Österreich und der Schweiz unter dem Namen Velcade im Handel erhältlich.